# Schweitzer Glacier
Schweitzer Glacier är en glaciär i Antarktis. Den ligger i Östantarktis. Argentina och Storbritannien gör anspråk på området. Schweitzer Glacier ligger 302 meter över havet.
Terrängen runt Schweitzer Glacier är huvudsakligen kuperad, men den allra närmaste omgivningen är platt. Trakten är glest befolkad. Närmaste befolkade plats är Belgrano II, 3,9 kilometer söder om Schweitzer Glacier.